# جيم هازلتون
جيم هازلتون (بالإنجليزية: Jim Hazelton)‏ هو طيار أسترالي، ولد في 20 يونيو 1931، وتوفي في 10 يونيو 2014 في كيمبسي في أستراليا بسبب سرطان البروستاتا.